# Stazione di Vignale
Stazione di Vignale vasútállomás Olaszországban, Novara településen.

## Vasútvonalak
Az állomást az alábbi vasútvonalak érintik:
- Arona–Novara-vasútvonal
- Domodossola-Novara-vasútvonal
- Novara–Pino-vasútvonal
- Novara–Varallo-vasútvonal

## Kapcsolódó állomások
A vasútállomáshoz az alábbi állomások vannak a legközelebb:
- Posto di Movimento Cameri
- Stazione di Novara
- Stazione di Caltignaga
- Stazione di San Bernardino